# Terminus
Терминус (англ. Terminus) — моноширинный растровый шрифт, созданный болгарским программистом Димитром Жековым (Dimitar Zhekov).

## Описание
Шрифт создан, по словам автора, для разработчиков программного обеспечения, верстальщиков и других людей, проводящих за компьютером по восемь часов и более. В шрифт включены наборы символов для размеров 6×12, 8×14, 8×16, 10×18, 10×20, 11×22, 12×24, 14×28 и 16×32 пикселей. Доступно нормальное и полужирное (за исключением 6×12) начертание. Шрифт поставляется не в виде готового файла шрифта — шрифтовые файлы, необходимые для работы в нужной операционной системе, генерируются в процессе установки, при этом есть возможность выбора варианта начертания некоторых символов: например доступны кириллические символы традиционного и болгарского вида. Также шрифт может быть сгенерирован в разных кодировках.

## TrueType-версии
TrueType-версию шрифта под названием «Terminus Re33» сделали программисты Эрик Ченг (Eric Cheng) и Симон Шуберт (Simon Schubert).
Также Тильман Блуменбах (Tilman Blumenbach) регулярно выкладывает свою ttf-версию шрифта под названием «Terminus TTF», сделанную с помощью программ FontForge и AutoTrace. В настоящее время «Terminus TTF» является максимально соответствующей по набору символов оригинальному растровому шрифту Terminus.

## Поддержка операционными системами
Terminus входит в состав многих дистрибутивов Linux, в том числе в Gentoo, Debian, Fedora и Ubuntu. Обычно используется в текстовых редакторах, прежде всего в редакторах исходного кода, таких как vi и emacs, а также в эмуляторах терминала (на преимущественное применение шрифта в последних указывает название шрифта). На сайте доступен также пакет установки для операционной системы Windows.